# Pomer (Medulin)
Pomer ist ein Dorf in Kroatien.
Der Ort liegt an der Südspitze von Istrien. Er ist ein Ortsteil von Medulin, der im westlichen Teil der Meduliner Bucht liegt. Der Ort wird seit der Römerzeit besiedelt. Aus dieser sind bemerkenswert gut erhaltene Reste einer römischen Landvilla und einer Thermenanlage vorhanden. Die Kirche der Hl. Flora aus byzantinischer Zeit ist bemerkenswert. Früher lebten die Menschen hier von Fischfang und Muschelzucht, heute vom Tourismus und vom Marina-Sporthafen.
|  |  |